# جون كولير (عالم اجتماع)
جون كولير (بالانجليزية: John Collier) (4 مايو عام 1884 - 8 مايو عام 1968)، عالم اجتماع وكاتب ومصلحًا اجتماعيًا أمريكيًا ومدافعًا عن قضية الأمريكيين الأصليين. شغل منصب مفوض مكتب الشؤون الهندية تحت إدارة الرئيس فرانكلين روزفلت من عام 1933 حتى عام 1945.  تمثلت مسؤولياته بشكل رئيسي في تنظيم «الصفقة الهندية الجديدة» وخاصةً قانون إعادة تنظيم الهنود لعام 1934، والذي كان ينوي من خلاله عكس اتجاه سياسة طويلة الأمد للاستيعاب الثقافي للأمريكيين الأصليين.
خلال فترة الحرب العالمية الثانية، وبالنظر إلى منصبه في مكتب الشؤون الهندية (بي آي إيه)، انخرط كولير أيضًا في عملية سجن الأمريكيين اليابانيين في معسكر اعتقال بوستون، ورغب أيضًا في تقديم المساهمة الأكبر في عمليات مركز النقل الحربي على ضفاف نهر غيلا.
لعب كولير دورًا أساسيًا في إنهاء فقدان الأراضي المحمية الواقعة تحت سيطرة الهنود وتمكين العديد من الدول القَبَلية من إعادة تأسيس حكمها الذاتي والحفاظ على ثقافتها التقليدية. رفضت بعض القبائل الهندية ما اعتقدت بأنه تدخل خارجي غير مبرر في أنظمتهم السياسية التي وضعها النهج الجديد.

## محامي دفاع عن الأمريكيين الأصليين (1920 - 1933)
في عام 1920، تعرّف كولير على قبائل بوبيلو عن طريق مابيل دودج لوهان في قرية تاوس بويبلو في تاوس، نيو مكسيكو؛ وقضى معظم تلك السنة بدراسة تاريخهم وحياتهم الحالية. بحلول الوقت الذي غادر فيه كولير قرية تاوس في عام 1921، كان يعتقد أن الأمريكيين الأصليين وثقافتهم قد تعرضوا للتهديد من خلال تعدي الثقافة والسياسات البيضاء المهيمنة الموجهة نحو استيعابهم. تركت قرية تاوس بويبلو لدى كولير انطباعًا رافقه طيلة حياته.
حضر كولير في طليعة النقاش الذي أقامه الاتحاد العام للأندية النسائية (جي إف دبليو سي) بعد أن تم تعيينه وكيلًا لأبحاث لجنة الرعاية الاجتماعية الهندية في عام 1922. تولى الاتحاد دورًا قياديًا في معارضة سياسات الاستيعاب ودعم عودة الأراضي الهندية وتعزيز المزيد من الاستقلال الديني والاقتصادي.
رفض كولير السياسات المعاصرة المتمثلة في الاستيعاب القسري والأمركة. عمل أيضًا من أجل قبول ثقافة التعددية لتمكين قبائل الأمريكيين الأصليين من الحفاظ على ثقافاتهم الخاصة. يعتقد كولير أن بقاء السكان الأصليين قائمًا على فكرة احتفاظهم بقواعد أراضيهم. سعى إلى الضغط من أجل إلغاء قانون دوز، وهو قانون التخصيص العام لعام 1887. تم توجيه القانون لفكرة استيعاب السكان الأصليين من خلال تخصيص أراضي المحميات الهندية إلى جعلها منازل فردية تابعة للممتلكات الخاصة. تم الاحتفاظ ببعض الأراضي المشتركة، لكن الحكومة الأمريكية أعلنت أن الأراضي الأخرى «فائضة» عن الاحتياجات الهندية وسعت إلى بيعها بشكل خاص، ما قلل من ممتلكات الحجز إلى حد كبير.
أعرب كولير عن غضبه من سياسات الأمركة التي فرضها المكتب الفيدرالي للشؤون الهندية، وهو اسم مكتب الشؤون الهندية (بي آي إيه) قبل عام 1947، لأنها قمعت العناصر الرئيسية في الثقافة الهندية، والتي كان للعديد منها جذورًا دينية متأصلة. تم دعم مكتب الشؤون الهندية من قِبَل العديد من المنظمات البروتستانتية، مثل إدارة (واي دبليو سي إيه) وكذلك جمعية الحقوق الهندية. نتيجة انحدارهم من النخبة الرائدة التي عانت من الغارات الهندية، فقد نددت تلك المنظمات برقصاتهم ووصفوها بأنها غير أخلاقية ووثنية. أنشأ كولير جمعية الدفاع الهندية الأمريكية في عام 1923 للرد عليهم من خلال المساعدة القانونية والضغط من أجل الحقوق الهندية. فشل كولير في تأمين تشريع قانوني لتأييد مشروعه لضمان الحرية الدينية الهندية، لكن جهوده تلك قد أجبرت المكتب على وقف برنامج الاستيعاب الثقافي وإنهاء اضطهاداته الدينية.
يعتقد كولير أن التخصيصات العامة لأراضي المحميات الهندية قد فشلت تمامًا، ما أدى إلى زيادة فقدان أراضي الأمريكيين الأصليين. برز دور كولير كمصلح فيدرالي للسياسة الهندية في عام 1922 وانتقد بشدة سياسات مكتب الشؤون الهندية وقرار تنفيذ قانون دوز. قبل كولير، كان انتقاد المكتب موجهًا إلى المسؤولين الفاسدين وغير الأكفاء بدلًا من السياسات نفسها. على مدى العقد التالي، حارب كولير التشريعات والسياسات التي اعتقد أنها تضر برعاية الأمريكيين الأصليين، إذ كان مرتبطًا بجمعية الدفاع الهندية الأمريكية التي شغل فيها منصب الأمين العام التنفيذي حتى عام 1933.
أجبر عمله الكونغرس إلى تكليف دراسة بين عامي 1926-1927 للحالة العامة للأمريكيين الأصليين في الولايات المتحدة. عُرفت نتائج هذه الدراسة باسم تقرير ميريام. نُشر تقرير ميريام في عام 1928 باسم مشكلة الإدارة الهندية، وكشف عن إخفاقات السياسات الهندية الفيدرالية ودورها في ظهور مشاكل خطيرة متعلقة بحالة الأمريكيين الأصليين من حيث التعليم والصحة والفقر. أثمرت جهود كولير، بما في ذلك نشر هذا التقرير، برفع قضايا الأمريكيين الأصليين داخل الحكومة الفيدرالية. أدى الكساد الكبير إلى نشوء بيئة اقتصادية أكثر قسوة لمعظم الأمريكيين الأصليين. أعادت إدارة الرئيس هربرت هوفر تنظيم مكتب الشؤون الهندية بتقديمها زيادات كبيرة في التمويل.
في عام 1932، وصف بيان صحفي تابع لوزارة الداخلية كولير بأنه «داعم متحمس ومتعصب بنوايا حسنة، لكنه متهم بالتحيز الشخصي والرغبة بتقديم الضحايا في كثير من الأحيان، لدرجة أنه يضر أكثر بكثير مما ينفع... إذ لا يمكن تبني تصريحاته لتكون عادلة أو واقعية أو كاملة». وهكذا، تعرض كولير لانتقادات من كلا الجانبين في هذا التحدي الذي واجهه بنية التوفيق بين المثل العليا التقدمية «العدالة الاجتماعية والكفاءة الإدارية».